# Bur (plaats)
Bur is een plaats (by) in de Deense regio Midden-Jutland, en maakt deel uit van de gemeente Holstebro. Bur telt 244 inwoners (2007).